# France aux Jeux olympiques d'hiver de 1968
Cet article contient des informations sur la participation et les résultats de la France aux Jeux olympiques d'hiver de 1968 à Grenoble en France.
L'équipe de France olympique  a remporté 9 médailles (4 en or, 3 en argent, 2 en bronze), se situant à la 3e place des nations au tableau des médailles.
Avec 9 médailles et une troisième place au classement des médailles, cette olympiade reste la meilleure pour l'équipe de France.

## Bilan général
| Place | Sport               | Médaille d'or, Jeux olympiques | Médaille d'argent, Jeux olympiques | Médaille de bronze, Jeux olympiques | Total |
| ----- | ------------------- | ------------------------------ | ---------------------------------- | ----------------------------------- | ----- |
| 1     | Ski alpin           | 4                              | 3                                  | 1                                   | 8     |
| 2     | Patinage artistique | 0                              | 0                                  | 1                                   | 1     |
| Total | Total               | 4                              | 3                                  | 2                                   | 9     |

## Liste des médaillés français
| Sport                   | Discipline       | Athlète(s)         | Performance |
| Médailles d'or : 4      |                  |                    |             |
| Ski alpin               | Slalom (F)       | Marielle Goitschel |             |
| Ski alpin               | Slalom (H)       | Jean-Claude Killy  |             |
| Ski alpin               | Slalom géant (H) | Jean-Claude Killy  |             |
| Ski alpin               | Descente (H)     | Jean-Claude Killy  |             |
| Médailles d'argent : 3  |                  |                    |             |
| Ski alpin               | Slalom géant (F) | Annie Famose       |             |
| Ski alpin               | Descente (F)     | Isabelle Mir       |             |
| Ski alpin               | Descente (H)     | Guy Périllat       |             |
| Médailles de bronze : 2 |                  |                    |             |
| Patinage artistique     | Hommes           | Patrick Pera       |             |
| Ski alpin               | Slalom (F)       | Annie Famose       |             |

## Les sports

### Hockey sur glace
Effectif : Jean-Claude Sozzi, Bernard Deschamps, Joël Godeau, Claude Blanchard, Philippe Lacarrière, René Blanchard, Joël Gauvin, Bernard Cabanis, Gérard Faucomprez, Alain Mazza, Olivier Prechac, Gilbert Lepré, Patrick Pourtanel, Michel Caux, Gilbert Itzicsohn, Daniel Grando, Patrick Francheterre, Charles Liberman

### Saut à ski
Participants : Alain Macle et Maurice Arbez

### Ski alpin
| Athlète            | Épreuve      | 1re manche    | 1re manche  | 2e manche     | 2e manche   | Finale        | Finale                             |
| Athlète            | Épreuve      | Score         | Rang        | Score         | Rang        | Score         | Rang                               |
| ------------------ | ------------ | ------------- | ----------- | ------------- | ----------- | ------------- | ---------------------------------- |
| Jean-Claude Killy  | Descente     | Non disputé   | Non disputé | Non disputé   | Non disputé | 1 min 59 s 85 | Médaille d'or, Jeux olympiques     |
| Guy Périllat       | Descente     | Non disputé   | Non disputé | Non disputé   | Non disputé | 1 min 59 s 93 | Médaille d'argent, Jeux olympiques |
| Bernard Orcel      | Descente     | Non disputé   | Non disputé | Non disputé   | Non disputé | 2 min 2 s 22  | 8e                                 |
| Léo Lacroix        | Descente     | Non disputé   | Non disputé | Non disputé   | Non disputé | 2 min 3 s 86  | 20e                                |
| Jean-Claude Killy  | Slalom géant | 1 min 42 s 74 | 1er         | 1 min 46 s 54 | 2e          | 3 min 29 s 28 | Médaille d'or, Jeux olympiques     |
| Guy Périllat       | Slalom géant | 1 min 44 s 78 | 3e          | 1 min 47 s 28 | 5e          | 3 min 32 s 06 | 4e                                 |
| Georges Mauduit    | Slalom géant | 1 min 44 s 86 | 4e          | 1 min 48 s 92 | 12e         | 3 min 33 s 78 | 9e                                 |
| Bernard Orcel      | Slalom géant | Disqualifié   | Disqualifié | Disqualifié   | Disqualifié | Disqualifié   | Disqualifié                        |
| Jean-Claude Killy  | Slalom       | 49 s 37       | 1er         | 50 s 36       | 4e          | 1 min 39 s 73 | Médaille d'or, Jeux olympiques     |
| Alain Penz         | Slalom       | 49 s 89       | 7e          | 51 s 25       | 11e         | 1 min 41 s 14 | 8e                                 |
| Guy Périllat       | Slalom       | 49 s 89       | 7e          | Disqualifié   | Disqualifié | Disqualifié   | Disqualifié                        |
| Jean-Pierre Augert | Slalom       | 51 s 32       | 18e         | Disqualifié   | Disqualifié | Disqualifié   | Disqualifié                        |

| Athlète            | Épreuve      | 1re manche   | 1re manche   | 2e manche    | 2e manche    | Finale        | Finale                              |
| Athlète            | Épreuve      | Score        | Rang         | Score        | Rang         | Score         | Rang                                |
| ------------------ | ------------ | ------------ | ------------ | ------------ | ------------ | ------------- | ----------------------------------- |
| Isabelle Mir       | Descente     | Non disputé  | Non disputé  | Non disputé  | Non disputé  | 1 min 41 s 33 | Médaille d'argent, Jeux olympiques  |
| Annie Famose       | Descente     | Non disputé  | Non disputé  | Non disputé  | Non disputé  | 1 min 42 s 15 | 5e                                  |
| Marielle Goitschel | Descente     | Non disputé  | Non disputé  | Non disputé  | Non disputé  | 1 min 42 s 95 | 8e                                  |
| Florence Steurer   | Descente     | Non disputé  | Non disputé  | Non disputé  | Non disputé  | 1 min 43 s 00 | 9e                                  |
| Annie Famose       | Slalom géant | Non disputé  | Non disputé  | Non disputé  | Non disputé  | 1 min 54 s 61 | Médaille d'argent, Jeux olympiques  |
| Florence Steurer   | Slalom géant | Non disputé  | Non disputé  | Non disputé  | Non disputé  | 1 min 54 s 75 | 4e                                  |
| Isabelle Mir       | Slalom géant | Non disputé  | Non disputé  | Non disputé  | Non disputé  | 1 min 56 s 07 | 6e                                  |
| Marielle Goitschel | Slalom géant | Non disputé  | Non disputé  | Non disputé  | Non disputé  | 1 min 56 s 09 | 7e                                  |
| Marielle Goitschel | Slalom       | 40 s 27      | 2e           | 45 s 59      | 2e           | 1 min 25 s 86 | Médaille d'or, Jeux olympiques      |
| Annie Famose       | Slalom       | 42 s 21      | 7e           | 45 s 68      | 3e           | 1 min 27 s 89 | Médaille de bronze, Jeux olympiques |
| Isabelle Mir       | Slalom       | 42 s 14      | 6e           | 46 s 08      | 4e           | 1 min 28 s 22 | 5e                                  |
| Florence Steurer   | Slalom       | Disqualifiée | Disqualifiée | Disqualifiée | Disqualifiée | Disqualifiée  | Disqualifiée                        |